# Cacatua pastinator
La corella occidentale (Cacatua pastinator) è un uccello della famiglia dei Cacatuidi.